# Alex Txikon
Alex Txikon (Lemoa, 12 dicembre 1981) è un alpinista spagnolo di etnia basca.
Txikon, che oltre all'arrampicata pratica il base jumping e l'arrampicata tradizionale basca, ha raggiunto la vetta di undici Ottomila e nel 2016 ha conquistato con Simone Moro e Ali Sadpara per la prima volta la vetta invernale del Nanga Parbat.

## Biografia
Nato nella provincia di Biscaglia, nei Paesi Baschi, è il più giovane di tredici fratelli. Fin da piccolo si è interessato alla montagna e all'arrampicata. Nel 1985, a soli tre anni, raggiunse con il fratello maggiore Javi la sua prima grande vetta, il Gorbea (1482 m) nei Paesi Baschi. Da adolescente, ha scalato i Pirenei, le Alpi e i Picos de Europa. Si è innamorato dell'Himalaya dopo aver visto la presentazione delle fotografie della spedizione del K2 organizzata da Juanito Oiarzabal, che in seguito ha vinto la Corona dell'Himalaya e del Karakorum.
Ha intrapreso la sua prima spedizione sull'Himalaya nel 2002 come cameraman nel team di Edurne Pasaban. Nello stesso anno ha scalato senza successo due cime del Pamir: Ismail Samani (7495 m) e Picco Ibn Sina (7134 m). Nel 2003, ha scalato il suo primo ottomila, il Broad Peak. L'anno seguente scalò il Makalu e il Cho Oyu, e salendo il K2 raggiunse un'altitudine di 7400 metri. Nel 2005 ha scalato il Picco Ibn Sina e senza successo ha scalato la parete occidentale del Makalu, raggiungendo un'altitudine di 7650 metri.
Nel 2006 ha partecipato ad una spedizione in Antartide, durante la quale ha scalato il Monte Scott (880 m) e una nuova via del Monte Shackleton (1465 m). Ha anche conquistato il Monte Wandell (2397 m), e salendo in stile alpino sulla via sud-occidentale del Shisha Pangma ha raggiunto un'altitudine di 7800 m. Nel 2007, scalando la parete nord, ha conquistato per la prima volta il Shisha Pangma. Nel 2008 ha aderito al progetto di Edurne Pasaban "14x8000", che cercava le ultime cime che le servivano per raggiungere, come prima donna, per la Corona dell'Himalaya e del Karakorum. Quest'anno ha scalato altri due Ottomila: il Dhaulagiri I e il Manaslu. Nel 2009 ha scalato nuovamente lo Shisha Pangma e, salendo il Kanchendzonga, ha raggiunto un'altitudine di 8450 metri.
Nel 2010 ha scalato lo Shisha Pangma per la terza volta, questa volta sulla parete sud, e l'Annapurna I, salendo così la settima delle quattordici cime necessarie per scalare la Corona dell'Himalaya e il Karakorum. Nel 2011 ha raggiunto per la prima volta un'altitudine di 7.000 metri in inverno, scalando il Gasherbrum I, per poi salire sia il Gasherbrum I che il Gasherbrum II in estate, e raggiungere un'altitudine di 7900 metri al K2. L'anno successivo ha attaccato ancora una volta senza successo il Gasherbrum I in inverno, ma il 9 marzo 2012 alle 14:00 (insieme a Tamara Styś) ha effettuato la prima salita invernale alla vetta laterale della montagna - Gasherbrum I South (7109 m).
Nell'estate del 2012 ha partecipato ad una spedizione in Groenlandia. La spedizione è stata seguita nel documentario Next Stop Greenland, diretto da Lara Izagirre, in cui Txikon si è esibito ed è stato il secondo direttore della fotografia. Il 2013 è iniziato con la prima salita invernale del Laila Peak (circa 6200 m), insieme ad un altro alpinista himalayano spagnolo José Fernandez, in primavera ha girato 20 metri prima della cima del Nuptse (7861 m) e ha scalato un altro ottomila (Lhotse), poi in estate ha nuovamente combattuto con il K2 raggiungendo i 7100 metri. Nel 2014, per conquistare il Kanchendzonga è rimasto a corto di diverse decine di metri e non è riuscito a realizzare i suoi progetti per una spedizione invernale congiunta al K2 con Denis Urubko e Adam Bielecki. Nel 2015 ha cercato di conquistare il Nanga Parbat in inverno, ha raggiunto un'altitudine di 7850 metri e ha scalato la saga di Thalay (6904 m).
A cavallo tra il 2015 e il 2016, diverse squadre hanno cercato di ottenere il penultimo ottomila invernale: il Nanga Parbat. Txikon è partito per il Karakorum come membro della squadra internazionale, che originariamente comprendeva Daniele Nardi, Ferran Latorre, Janusz Gołąb e Muhammad Ali Sadpara. Alla fine, il team ha agito come un team di tre persone: Txikon, Nardi e Ali. Inoltre, Tamara Lunger e Simone Moro, Adam Bielecki e Jacek Czech, Marek Klonowski con un gruppo e Tomasz Mackiewicz e Élisabeth Revol sono riusciti a raggiungere la vetta. Alla fine di gennaio 2016, Nardi e Txikon attaccarono senza successo la vetta. Dopo un litigio tra scalatori, Nardi venne estromesso dalla spedizione, così Txikon e Ali si unirono con il gruppo italiano di Moro e Lunger. La squadra di quattro alpinisti è partita dalla base il 22 febbraio, e l'attacco alla punta (dal campo IV) è iniziato la mattina del 26 febbraio. Lunger si è fermata alcune decine di metri prima della vetta, mentre gli altri tre alpinisti (Txikon, Moro e Ali) alle 15:27 ora locale, hanno completato la prima salita invernale al Nanga Parbat. Le ultime centinaia di metri di Txikon sono saliti insieme a Moro. Il 28 febbraio gli alpinisti himalayani sono tornati alla base. Dopo la loro impresa, solo il K2 è rimasto l'unico ottomila non conquistato in inverno (fino al 2021, dove è stato conquistato da un team Nepalese).

## Carriera alpinistica
- 2003: Broad Peak
- 2004: Makalu e Cho Oyu
- 2007-2010: Shisha Pangma
- 2008: Dhaulagiri
- 2009: Manaslu
- 2010: Annapurna
- 2011: Gasherbrum I e II
- 2013: Lhotse
- 2016: Nanga Parbat (prima salita invernale)
- 2023: Manaslu (invernale)